# Krivelj
Krivelj (em cirílico:Кривељ) é uma vila da Sérvia localizada no município de Bor, pertencente ao distrito de Bor, na região de Timočka Krajina. A sua população era de 1306 habitantes segundo o censo de 2002.

## Demografia
| 1948  | 1953  | 1961  | 1971  | 1981  | 1991  | 2002  |
| ----- | ----- | ----- | ----- | ----- | ----- | ----- |
| 2 856 | 2 741 | 2 858 | 3 137 | 2 026 | 1 586 | 1 316 |